# Сашко Пандев
Сашко Пандев е футболист от Северна Македония, национал. Играе като нападател и ляво крило. Собственост е на хърватския Динамо Загреб, но е преотстъпен под наем в Интер Запрешич.

## Биография
Роден на 1 май 1987 г. в Струмица, Югославия. Сашко Пандев започва професионалната си кариера в Беласица (Струмица), откъдето през септември 2005 преминава в Динамо Загреб. Своят дебют за хърватския гранд прави на 14 октомври 2006, когато влиза като късна смяна при победата на Динамо Загреб над Вартекс с 4:1. На 9 декември 2006 г. вкарва и първия си гол с фланелката на „модрите“ при победата над Меджимурие в мач от първенството с 3:2. Седмица по-рано при победата на Динамо Загреб над врага си НК Загреб, Сашко Пандев асистира и за двата гола при победата с 2:1.
Сашко Пандев е по-малък брат на македонската звезда на Интер Горан Пандев.

## Кариера по години
- 2001 – 2005  Беласица Струмица
- 2005 – 2007  Динамо Загреб
- 2007 – 2008  Интер Запрешич (под наем)
- 2008 – днес  НК Меджимурие (под наем)